# Спасяването на реката
„Спасяването на реката“ (на френски: Sauvetage en rivière) е френски късометражен документален ням филм от 1896 година, заснет от продуцента и режисьор Жорж Мелиес. Кадри от филма не са достигнали до наши дни и той се смята за изгубен.

## Продукция
Най-вероятно снимките на филма са протекли през май 1896 година. Той е имитация на „Нагоре по реката“, късометражен филм, заснет от британския филмов пионер Робърт Уилям Пол по-рано същата година. „Спасяването на реката“ е първият експериментален опит на Мелиес да създаде филм с по-голяма продължителност, маркирайки първата му крачка встрани от стереотипите за вдъхновени сцени и документални филми, наложени от братята Люмиер, с които Мелиес започва своята кариера в киното.

## Реализация
След заснемането на филма, Мелиес го разделя на две части с еднаква продължителност:
- "Спасяването на реката, Част I" (на френски: Sauvetage en rivière, 1er)
- "Спасяването на реката, Част II" (на френски: Sauvetage en rivière, 2e)[1]